# Попова, Татьяна Юрьевна
Татьяна Юрьевна Попова (род. 26 июля 1972 года) — российский политик, представитель от исполнительного органа государственной власти Пермского края в Совете Федерации ФС РФ (2004—2007), с марта 2007 — член Комитета СФ по бюджету, с июля 2007 — член Комиссии СФ по культуре.

## Биография
Татьяна попова родилась 26 июля 1972 года в городе Тырныауз, Кабардино-Балкарской АССР. В 1994 году завершила обучение в Пермском государственном университете имени А.М.Горького. С 1996 по 1998 годы аспирант очной формы кафедры политэкономии Пермского государственного университета. В 1998 году защитила кандидатскую диссертацию на соискание ученой степени кандидата экономических наук. Тема диссертации: «Либерализация экономики и государственное управление: критерии и факторы соотношения».
В 1997 году начала трудовую деятельность заведующей кабинетом кафедры политэкономии в Пермском государственном университете. С 1999 года работала старшим преподавателем кафедры политэкономии. Преподавала курсы «Экономика», «Микроэкономика», «Исследование рынка», «История экономических учений», «Современные концепции экономики».
В 2001 году переехала на постоянное место жительство в Москву. С 2001 года работала в аппарате Совета Федерации. 
В апреле 2004 года делегирована в Совет Федерации. Полномочия прекращены досрочно в июле 2007 года. Работала в составе Комиссии по культуре, была членом Комитета СФ по бюджету.   
В ноябре 2007 года назначена на должность директора департамента по межбюджетным отношениям Министерства регионального развития РФ. С 2008 по 2010 годы - заместитель генерального директора - руководитель Аппарата Государственной корпорации - Фонд содействия реформированию ЖКХ.
С 2010 года занимает должность заместителя генерального директора IBS. Курирует развитие бизнеса компании в сфере государственного управления и государственных финансов.

## Награды
Отмечена государственными наградами и знаками отличия: 
- Почетная грамота Совета Федерации Федерального Собрания РФ;